# コンテ・ヴェルデ (客船)
コンテ・ヴェルデ（Conte Verde）は1920年代から1940年代にかけて運航されたイタリア船籍の客船 である。第二次世界大戦中に日米交換船として傭船され、イタリアの降伏に伴い自沈した。
大手海運会社ロイド・サバウドが大西洋航路用に発注した、イタリア初の本格的な豪華客船である。姉妹船コンテ・ロッソとともに，戦間期の欧州で繰り広げられた客船建造競争の嚆矢となった 。

## 船名
船名は、サヴォイア伯アメデーオ6世（1334年-1383年）に因む。アメデーオ6世は緑色の装束を好んだことから、コンテ・ヴェルデ（緑の伯爵）と呼ばれた。ロイド・サバウドを代表する3客船、コンテ・ヴェルデ (緑の伯爵)と姉妹船コンテ・ロッソ (赤の伯爵)、後継船コンテ・ビアンカマノ (白い手の伯爵)は、イタリアの三色旗を象徴していた。

## 設計
南北アメリカの富裕層をイタリア観光へ誘致するため，1等船客用のエントランスホールや食堂、音楽室、喫煙室、図書室は華麗なイタリア古典主義様式で設計された。
その一方で、当時毎年10万人単位で南北アメリカへ向かっていたイタリア人移民の輸送も、本船のもう一つの大きな任務であった。大量の移民輸送に対応するため、定員1,780名の移民スペース（3等船室）が設けられた。
機関は8基のボイラーと2基のタービン、11,000SHPのスクリュー2基からなり，これに加えて発電用タービン3基を備えた。ボイラーは重油用であるが、石炭焚きにも対応しており、重油と石炭の価格次第で転用可能であった。ただし、全就役期間を通して石炭が用いられることはなかった。
第一次世界大戦の教訓から、船体の強度・剛性が高められたほか、通信機を備えた救命艇が装備された。また、商船としては初めて環状主回路が採用され、シャンデリア等の大量の照明や、食堂に併設された大型冷蔵庫へ潤沢な電力を供給した。

## 船歴

### 大西洋航路 (1923-1932)
1923年、スコットランド・ダルムイエのウィリアム・ビアードモア・アンド・カンパニーにて竣工した。ロイド・サバウドによる運航開始は4月21日で、ジェノヴァを出航してブエノスアイレスへ向かった。6月13日にはニューヨークへも航海している。
1930年には、FIFAワールドカップ・ウルグアイ大会に参加する欧州選手団を輸送している。当時、欧州～南米横断には2週間を要し、欧州選手団は参加を躊躇したが、フランスサッカー連盟会長ジュール・リメ (1873-1856)の説得により、フランスとベルギー、ルーマニアの選手団がコンテ・ヴェルデで大西洋を渡った。
この他、コンテ・ヴェルデに乗船した著名人としては、ロシア人オペラ歌手フョードル・シャリアピン、アメリカ人女優ジョセフィン・ベーカーなどがいる。
一方で1926年には、ファシスト党支持者とイタリア社会党支持者が船内で衝突する事件が起きている。

### アジア航路 (1932-1943)
1932年、世界恐慌の余波によるイタリア海運業の再編で、ロイド・サバウドは新会社イタリアン・ラインに吸収合併される。同年、新造客船レックスとコンテ・ディ・サヴォイアが花形の大西洋航路に就航し、コンテ・ヴェルデなど前世代の船は他航路へ振り向けられた。
コンテ・ヴェルデはトリエステに本社を置くロイド・トリエスティノ（現・イタリア・マリッティマ）の所有となり、トリエステ～上海間を結ぶアジア航路に就航した。船内設備は全面的に改装され，客室定員を削減する一方、アジア方面の貨物量増大に対応して貨物スペースを拡張し、機関も換装した。
トリエステから上海まで24日を要したが、同航路の船としては俊足であった。サンフランシスコの有名店カフェ・トリエステの創業者ジョヴァンニ・ジョッタは，この時期の乗組員の一人であり、船内設備とサービスの豪奢さに強い印象を受けている。こうした速力と設備で、少なくとも就航当初はアジア航路の他社船に対して優位に立った。
1937年9月1日、コンテ・ヴェルデは香港停泊中に台風に遭遇し暴風で走錨、日本郵船の浅間丸の右舷船尾に衝突した。衝突後、浅間丸は錨鎖が切断され両船とも沖合に流されて座礁した。コンテ・ヴェルデは香港島の東端の黒角頭岬北西側で座礁したが、浅間丸が離礁に半年を要したのに対し、コンテ・ヴェルデは1ヶ月で離礁し、応急修理の上で航路に復帰した。
1938年11月には、イタリアの人類学者フォスコ・マライーニがアイヌ研究のため本船で来日している。その経緯は長女ダーチャの著作に語られている。また、マライーニの友人であり、戦後大阪外国語大学で教鞭をとったアレッサンドロ・ベンチヴェンニも同じ航路で来日した。ベンチヴェンニは乗船時の記憶をもとに、京都府京都市下京区のフランソア喫茶室の内装を設計している。
1938年から1940年にかけて、コンテ・ヴェルデを含むイタリアの上海航路客船は、ナチス・ドイツを追われたユダヤ人難民約1万7,000人を輸送した。彼らが上海を目指した理由として、世界各国が難民受け入れに難色を示す中、上海は戦時の混乱のため無審査で入国できたこと、また在上海ユダヤ人による一定の支援を期待できたことなどが挙げられる。しかし、上海への乗船券の入手には多大な困難を要し、全財産をはたく難民もいた。一方で、イタリア人船員の多くは難民に対して同情的に接した  。
1940年10月、イタリアが第二次世界大戦に参戦したことにより、上海航路は無期停止し難民輸送は中断した。上海に停泊していたコンテ・ヴェルデは、帰国の方途を失った。なお、参戦時イタリアにいた姉妹船コンテ・ロッソは兵員輸送に動員され，翌1941年5月24日にイギリス潜水艦の雷撃で沈没している。

### 日米交換船 (1942)
1942年（昭和17年）5月、太平洋戦争（大東亜戦争）開戦後に日米に抑留された双方の外交官・市民の交換が合意された。交換船が運行されることとなり、日本の外務省は、外国船舶の入手と確保を行っていた帝国船舶が傭船して帝京丸と改名したコンテ・ヴェルデと、衝突事故を起こしたことがある浅間丸を交換船に用意した。2隻は敵国国民をアフリカのポルトガル領モザンビークのロレンソ・マルケス (現・マプト)まで運び、アメリカが用意した中立国スウェーデン船籍のグリップスホルムが運んできた抑留者と交換することになった。
交戦中の航海であるため、浅間丸とコンテ・ヴェルデの両船は三菱長崎造船所のドックに入り、日章旗と緑十字の塗装、夜間標識の取り付け、船内設備の整備が行われた。コンテ・ヴェルデの運航は、運航を委託された日本郵船の船長の指揮のもと、イタリア人船員が担当した。戦時下にあっても食事を含む船内サービスは充実していたものの、日本料理が提供された浅間丸に対しコンテ・ヴェルデでは提供されず、乗客自らが日本料理を作ったという。
コンテ・ヴェルデは長崎から大阪港を経て上海に回航され、アメリカ人を中心とした被交換者636名を乗せて6月29日に上海を出航した。7月9日にシンガポールで浅間丸と合流し、7月22日にロレンソ・マルケスに到着した。同地では、グリップスホルムで運ばれてきた日本人のうち、北米方面からの被交換者は浅間丸に乗船し、石射猪太郎駐ブラジル大使ら中南米の外交官と外務省職員など中南米からの日本人635名とタイ人19名、中立国人2名、計656名がコンテ・ヴェルデに乗船した。
7月26日、コンテ・ヴェルデと浅間丸はロレンソ・マルケスを出航し、8月19日に横浜港へ到着した。コンテ・ヴェルデは続く第二次交換に備えて横浜で待機したが、日米の交渉はまとまらず，コンテ・ヴェルデは9月5日に上海へ戻った。

### 自沈・浮揚(1943-1945)
1943年（昭和18年）9月11日、上海に停泊中のコンテ・ヴェルデは、9月8日に連合国に降伏したイタリア本国政府の指令に基づいて船底を爆破し、擱座・横転した。この時、日本占領域にあったコンテ・ヴェルデを含む合計17隻のイタリア艦船が自沈している。日本接収を嫌ったイタリア人船員によるものだったが、この事件は日本政府の心証を悪化させ、その後イタリア社会共和国につくことを拒否した在日イタリア人の過酷な処遇の一因になったとされる。コンテ・ヴェルデの乗組員は全員日本軍に拘留され、工場勤務等を命じられた。その後、連合国軍の空襲により、多数の乗組員が死傷した。
横転したコンテ・ヴェルデは、日本海軍によって護衛空母へと改装する事も考えられたが、1944年（昭和19年）6月、日本軍はコンテ・ヴェルデの船体を輸送船として再利用するため、姿勢復元と浮揚に着手した。復元作業半ばの8月8日、アメリカ軍のB-24爆撃機による夜間奇襲を受けて被害を出すが、コンテ・ヴェルデの船体は12月までに再浮揚に漕ぎ着け、壽丸と改名の上で江南造船所（現・江南造船）で修理を行った 。造船所では、ボイラー8基のうち4基、タービン2基、発電機2基などを修理し、1945年（昭和20年）4月には自力航行ができる状態まで復旧した。壽丸は4月11日に砲艦宇治と駆逐艦蓮が護衛について黄浦江を下り、4月22日には海防艦5隻が護衛を引き継いで出航。空襲や触雷に見舞われながら、舞鶴港へと回航された。しかし、5月8日に米軍機の襲撃を受けて沈没した。沈没の原因はアメリカ軍のB-29が舞鶴港に投下した機雷に触雷したためとも言われている。
海軍は再び浮揚を試みたが、7月25日に再び空襲を受け大破・擱座し、そのまま終戦に至った。1949年（昭和24年）6月、壽丸の船体は飯野産業により再浮揚され、1950年（昭和25年）にイタリア政府に返還されたが、1951年（昭和26年）8月にスクラップとして三井造船に売却された。

## 参考資料
1. 1 2 3 4 5 6 7 8 9 10 11 12 13 14 15 16 17 18 19 20  竹野弘之「客船史つれづれ草〈2〉戦前の欧州～極東航路の名船を偲ぶ」 『世界の艦船』第670集（2007年2月号） 海人社 pp.108-109
2. 1 2 3  "The Ships List", Retrieved 2008-02-19
3. 1 2 3  Conte_Verde
4. ↑  "The Propelling Machinery of the Twin-Screw Atlantic Liners 'Conte Rosso' and 'Conte Verde'." The Shipbuilder (Shipbuilder Press, London), September, 1922, pp. 117-127.
5. ↑  “The Italian Liner ‘Conte Verde’." Shipbuilding and Shipping Record (London), September 13, 1923, pp. 325-335.
6. ↑  The New York Times, February 19, 1922.
7. ↑  Bowen, Frank C. "A Century of Atlantic Travel 1830-1930." Sampson Low, Marston, 1930, p.331.
8. ↑  Brinnin, John Malcolm. "The Decoration of Ocean Liners: Rules and Exceptions." The Journal of Decorative and Propaganda Arts, Vol. 15, Transportation Theme Issue, Winter-Spring, 1990, pp.39-47.
9. ↑  デニス・グリフィス・著、粟田亨・訳『豪華客船スピード競争の物語』 成山堂書店 1998年 p.140 ISBN 9784425712915
10. ↑  FIFA World Cup 1930 - Official FIFA World Cup web site
11. ↑  Alfred Fierarus "Erinnerungen an das Abenteuer von 1930"
12. ↑  Valerio Casali "Le Corbusier, Josephine Baker e il Music Hall"
13. ↑   Ducini, Prominenti "Antifascisti: Italian Fascism and the Italo-Argentine Collectivity, 1922-1945." The Americas (English edition) Vol. 51, Issue 1, 1994, p.41.
14. ↑  Giovanni Giotta & Kristen Jensen, “Giovanni Giotta---Song of the Fisherman”
15. ↑  内藤初穂『狂気の海　太平洋の女王浅間丸の生涯』 中央公論社 1983年 p.44 ISBN 4120012433.
16. ↑  Maraini, Dacaia. Ein Schiff nach Kobe: Das japanische Tagebuch meiner Mutter. Translated from the Italian by Eva-Maria Wager. München: Pieper Verlag GmbH, 2003, ISBN 9783492044899.
17. ↑  佐藤裕一『フランソア喫茶室 京都に残る豪華客船公室の面影』 北斗書房 2010年 ISBN 9784894671959.
18. ↑  Cope, Elizabeth W. "Displaced Europeans in Shanghai." Far Eastern Survey (Institute of Pacific Relations), Vol. 17, No. 23, Dec. 8, 1948.
19. ↑  Kranzler, David H. "The history of the Jewish refugee community of Shanghai 1938-1945." PhD thesis, Yeshiva University, 1971.
20. ↑  Ross, James R. Escape to Shanghai: A Jewish Community in China. New York: Free Press, 1994, pp. 42-50, ISBN 0029273757.
21. ↑  丸山直起『太平洋戦争と上海のユダヤ難民』 法政大学出版局 2005年 p.61 ISBN 9784588377037
22. ↑  "Solidarietà augustana: La Tragedia del Conte Rosso."
23. ↑  "La Tragedia del Conte Rosso, Monumento ai Caduti d’Africa."
24. ↑  “帝京丸”.   大日本帝国海軍特設艦船データベース. 2023年11月9日閲覧。
25. ↑  鶴見俊輔ほか『日米交換船』 新潮社 2006年 ISBN 9784103018513.
26. ↑  石射猪太郎『石射猪太郎日記』 中央公論社 1993年 p.505 ISBN 9784120022302.
27. ↑  海老名熱実『「1942日米交換船とその時代」展パンフレット』 日本郵船歴史博物館 2012年
28. ↑  石戸谷滋『フォスコの愛した日本-受難のなかで結ぶ友情』 風媒社 1989年 pp.96-97 ISBN 4833130424.
29. ↑  芦澤紀之『風雲上海三国志』 ヒューマン・ドキュメント社 1987年 pp.427-432 ISBN 4795232458.
30. 1 2 3  木俣滋郎『日本海防艦戦記』図書出版社 1994年，p.181-184 ISBN 4-8099-0192-0
31. ↑  Robert Cressman: The official chronology of the U.S. Navy in World War II, Naval Inst Pr., 1999, p.246
32. ↑  Sinking of the Conte Verde Rickshaw.org. Retrieved on 15 February 2007.
33. ↑  Ships That Brought Us Rickshaw.org. Retrieved on 15 February 2007.
34. ↑  アジア歴史資料センター (JACAR) Ref. C08030676000、C08030676100、特設救難船春日丸: 春日丸戦時日誌，自昭和19年6月1日～至昭和19年6月30日，自昭和19年9月1日～至昭和19年9月30日，1944年.
35. ↑  『江南造船所 -歴史と思い出-』 江南造船所史刊行 ，1973年 p.239
36. ↑  舞鶴市史編さん委員会『舞鶴市史・現代編』 1988年 pp.315-317